# 座頭市鉄火旅
『座頭市鉄火旅』（ざとういちてっかたび）は、1967年の日本映画。勝新太郎の代表作、座頭市シリーズの第15作。

## 配役
- 勝新太郎 	座頭市
- 藤村志保 : お志津
- 青山良彦 : 清吉
- 藤田まこと : 馬造
- 水前寺清子 : お春
- 春川ますみ : お柳
- 明星雅子 : 女中お松
- 山下洵一郎 : 真之助
- 五味龍太郎 : 浪人
- 須賀不二男 : 桑山盛助
- 遠藤辰雄 : 県の岩五郎
- 北龍二 : 下野屋源兵衛
- 伊達三郎 : 代貸・勘太
- 水原浩一 : 相沢忠左衛門
- 高杉玄 : 子分紋次
- 尾上栄五郎 : 座頭
- 寺島雄作 : うどん屋
- 木村玄 : 壷振半三
- 堀北幸夫 : 茂助
- 橘公子 : おたね
- 東野英治郎 : 刀鍛冶・仙造

## 併映作品
- 『陸軍中野学校 竜三号指令』: 田中徳三監督